# Jógvan Martin Olsen
Jógvan Martin Olsen (Toftir, 30 luglio 1961) è un allenatore di calcio ed ex calciatore faroese.
Come molti sportivi faroesi, oltre alla sua attività di allenatore nella vita quotidiana svolge un'attività lavorativa: è infatti elettricista.

## Carriera
Da calciatore militò principalmente nel B68 Toftir.
È stato CT della Nazionale di calcio delle Isole Fær Øer nel 2002 e dal 2005 al 2009.

## Palmarès

### Giocatore

#### Competizioni nazionali
- Formuladeildin: 3

B68 Toftir: 1984, 1985, 1992

### Allenatore

#### Competizioni nazionali
- Formuladeildin: 1

NSÍ Runavík: 2002
- Coppa delle Fær Øer: 3

Víkingur Gøta: 2009, 2012, 2013